# Upupae
De Upupae zijn in bepaalde traditionele taxonomieën van de vogels een orde of onderorde die de hoppen (Upupidae) en neushoornvogels (Bucerotidae) omvat. Tegenwoordig worden de Upupidae wel als Phoeniculidae samen met de Messelirrisoridae in een met de Upupae overeenkomstige klade Upupiformes geplaatst, als zustergroep van de Buceroidea binnen de Bucerotiformes.